# 1 Korpus Gwardii (Imperium Rosyjskie)
1 Korpus Gwardii Imperium Rosyjskiego (ros. 1-й гвардейский корпус) – jeden ze związków operacyjno-taktycznych  Imperium Rosyjskiego w czasie I wojny światowej. Sformowany 20 sierpnia 1874. Do  grudnia 1915 Korpus Gwardii. Rozformowany na początku 1918.
Na bazie Korpusu (zwanym Grupą gen. W.A. Ołochowa z dowództwa Wojsk Gwardii), sformowano w lipcu 1915 Armię Specjalną.

## Struktura organizacyjna
Organizacja w 1914
- 1 Dywizja Piechoty Gwardii,
- 2 Dywizja Piechoty Gwardii,
- 1 Dywizja Kawalerii  Gwardii,
- 2 Dywizja Kawalerii Gwardii,
- Brygada Piechoty Gwardii,
- Gwardii cesarskiej dywizjon haubic,
- Gwardii cesarskiej batalion saperów,
- Korpuśny oddział lotniczy Gwardii,
- 1 drogowo–wojskowy oddział Gwardii

## Podporządkowanie
- 9 Armii (1 sierpnia – 15 listopada 1914)
- 7 Armii (15 listopada – grudzień 1914)
- 12 Armii (listopad – grudzień 1914 oraz 17 lutego – 8 czerwca 1915)
- 3 Armii (od 21 lipca 1915)
- 10 Armii (6 sierpnia – 2 października 1915)
- Armii Specjalnej (28 grudnia 1915 – 1 sierpnia 1916 oraz 1 października 1916 – 18 marca 1917)
- 8 Armii (1 – 15 września 1916)
- 11 Armii (18 kwietnia – 23 lipca 1917)

## Dowódcy Korpusu
- gen. kawalerii W.M. Biezobrazow (styczeń 1912 – sierpień 1915)
- gen. piechoty W.A. Ołochow (sierpień 1915 – grudzień 1915)
- gen. porucznik G.O. Rauch (grudzień 1915 – maj 1916)
- gen. kawalerii wielki książę Paweł Aleksandrowicz Romanow (maj 1916 – koniec 1916)
- gen. artylerii P.P. Potockij (koniec 1916 – kwiecień 1917)
- gen. porucznik N.A. Ilkiewicz (kwiecień – lipiec 1917)
- gen. major Władimir Maj-Majewski (od lipca 1917)